# Berliner Schlittschuhclub

Logo des Berliner Schlittschuhclubs

Der Berliner Schlittschuh Club (kurz Berliner SC oder BSchC) ist ein Sportverein aus Berlin, der 2007 aus dem 1893 gegründeten Berliner Schlittschuh-Club hervorgegangen ist.
Die Eishockeyabteilung ist mit insgesamt 19 Titeln Deutscher Eishockey-Rekordmeister (1912–1914, 1920, 1921, 1923–1926, 1928–1933, 1936, 1937, 1974 und 1976) und wurde fünfmal Vizemeister (1922, 1939, 1940, 1975 und 1978). Die 2007 ausgeschlossene Eishockeyabteilung gründete den neuen Verein Eissport und Schlittschuh-Club 2007 Berlin, der 2020 seinen Namen in Berliner Schlittschuh Club änderte. Präsident ist zurzeit Karsten Dallmann. Der ursprüngliche Verein, der den Namen 2007 behalten hatte, ging 2014 insolvent und besteht nicht mehr.

## Geschichte
Der Berliner Schlittschuh-Club wurde 1893 gegründet. Da seit Ende des Zweiten Weltkriegs das eigene Vereinsgelände zunächst nicht mehr und in der Folgezeit nur noch eingeschränkt zur Verfügung stand, zog der Verein 1974 wieder auf das Vereinsgelände an der Glockenturmstraße in Berlin um.
1902 nahm der BSchC Eishockey nach Bandy-Regeln auf. Auf Anhieb bildeten sich zwei Herren- und eine Damenmannschaft, die im Sommer auch Land-Hockey spielten.

### Die Jahre bis zur ersten Meisterschaft

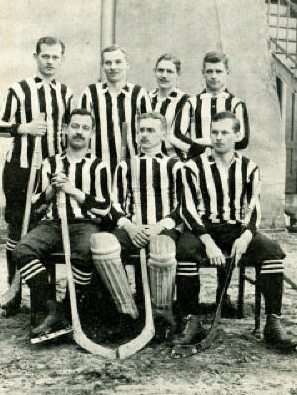
Spieler des Berliner Schlittschuhclubs (1909): Hinten (v.l.n.r) Anders Jakob, Bruno Grauel, C. M. Lüdecke, G. Kutscher; Vorne Alfred Steinke, Willi Bliesener und Werner Glimm

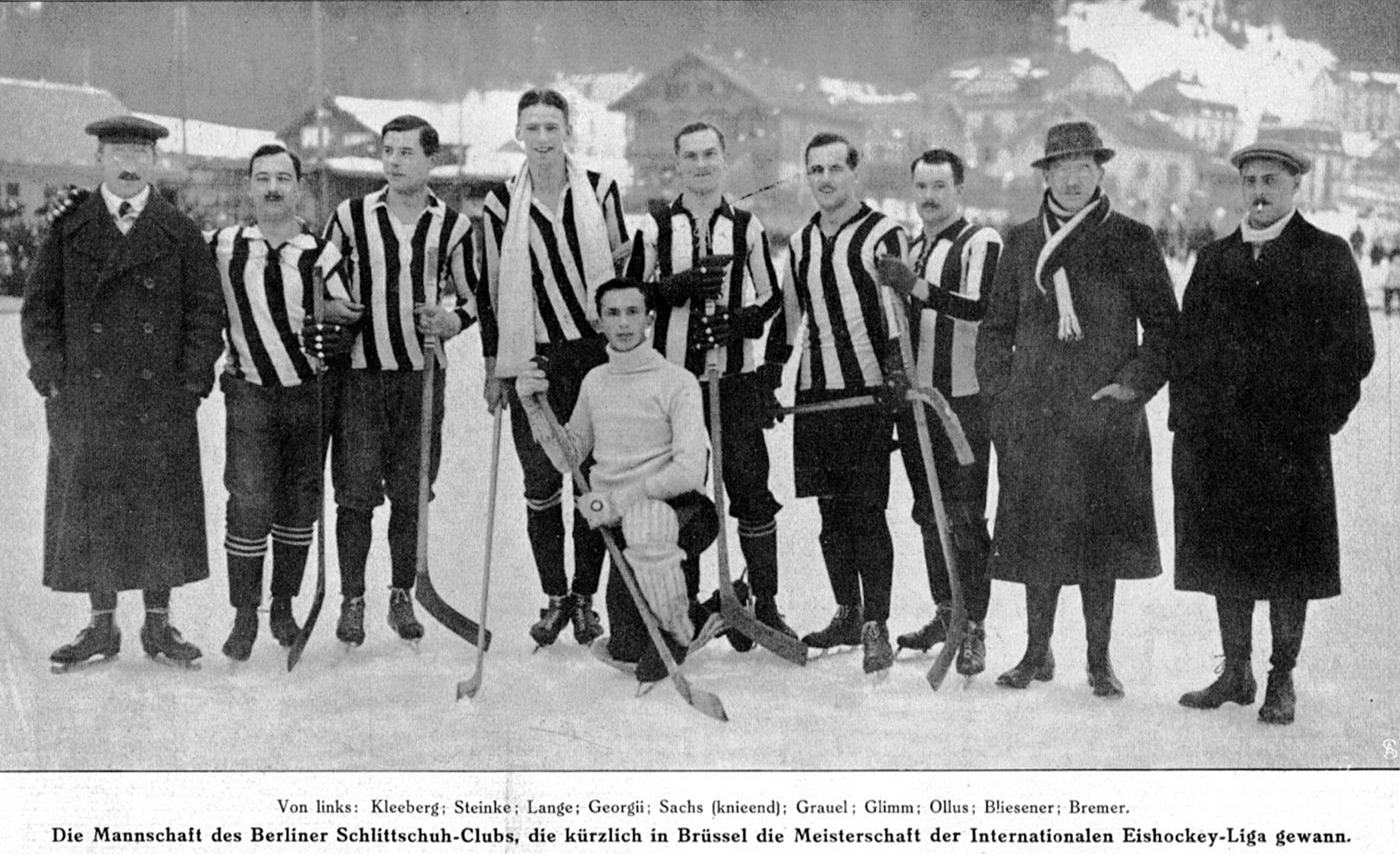
Eishockeymannschaft des Berliner Schlittschuhclub, 1912

1908 wurde der Eishockeyspielbetrieb nach kanadischen Regeln im Berliner Schlittschuh-Club aufgenommen. Im November 1908 bestritt der BSchC sein erstes offizielles Eishockeyspiel im Rahmen des internationalen Eishockeyturniers im Berliner Eispalast an der Lutherstraße, welches durch den Schlittschuh-Club ausgetragen wurde. Erster Gegner der Mannschaft war der SC Charlottenburg, der mit 13:0 Toren bezwungen wurde. 1910 und 1911 erreichte die Mannschaft zweimal in Folge das Finale um die Berliner Stadtmeisterschaft und unterlag jeweils dem BFC Preussen. 1912 wurde der Verein erstmals Deutscher Meister. In den folgenden Jahrzehnten kamen 19 weitere Meisterschaften hinzu, eine davon in einer Kriegsspielgemeinschaft mit dem SC Brandenburg.
Auch international war der Berliner SC aktiv. Beim Eishockeyturnier in Brüssel 1910 wurde man Zweiter, 1911 Dritter. Beim Coupe de Chamonix erreichte man bei vier Teilnahmen zwischen 1910 und 1914 drei Mal den zweiten Platz, einmal den dritten Platz. Bei der ersten Europameisterschaft 1910 vertrat der Berliner SC Deutschland und wurde Zweiter; in den Folgejahren stellte die Mannschaft des Berliner SC den Hauptteil der deutschen Nationalmannschaft. 1912 bis 1914 war man deutscher Vertreter bei der LIHG-Meisterschaft, die man 1912 und 1913 gewinnen konnte, 1914 reichte es zum zweiten Platz. Die Eishockeyturnier in Les Avants 1911 und 1914 schloss man jeweils als Zweiter ab. Den Ringhoffer-Pokal in Prag gewann man bei allen drei Austragungen 1913, 1914 und 1922.

### Die Nachkriegsjahre bis Ende der 1960er Jahre
In der Nachkriegszeit nach dem Zweiten Weltkrieg spielte die Mannschaft des BSchC zunächst unter dem Namen EG Berlin-Eichkamp, da der Verein erst 1951 wieder unter seinem ursprünglichen Namen ins Vereinsregister eingetragen werden durfte. Als EG Berlin-Eichkamp gewann der Verein 1947 die deutsche Vizemeisterschaft sowie 1949 den Meistertitel des Berliner Eissportverbandes. In den Qualifikationsspielen zur Oberliga 1949/50 scheiterte der Schlittschuhclub jedoch am SC München. Mit der erneuten Berliner Meisterschaft 1950 qualifizierte man sich für die aufgestockte Oberliga 1950/51, die man nach einer Abstockung jedoch nach einem Jahr wieder verließ.
In der Saison 1957/58 gelang dem Verein der erneute Aufstieg in die nun zweitklassige Oberliga. In der Oberliga verblieb der BSchC bis auf ein kurzes Zwischenspiel in der Bundesligasaison 1966/67 und der Saison 1969/70 nach einem freiwilligen Rückzug in der Regionalliga, bevor sich der Verein ab der Spielzeit 1972/73 im Eishockey-Oberhaus etablierte.
In dieser Zeit, in der auch die Abkürzung BSchC eingeführt wurde, zur besseren Unterscheidung von Hertha BSC, spielte die Mannschaft im wiederaufgebauten Sportpalast, im neuen Eisstadion Wedding und im Eisstadion Neukölln.

### Anfang der 1970er bis Ende der 1980er

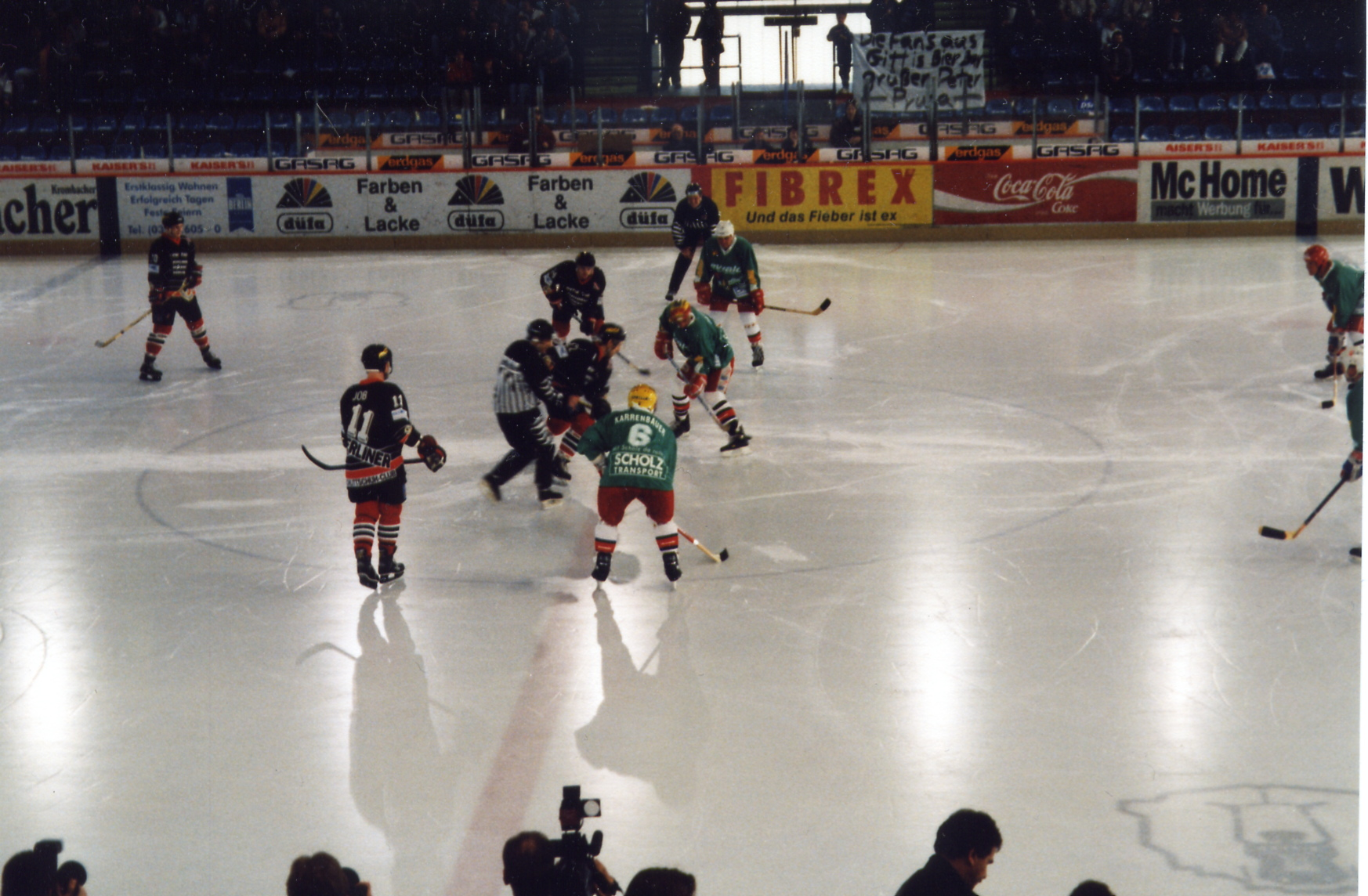
Nostalgiespiel des Berliner Schlittschuhclubs gegen ein Team DDR im Jahr 1997

Im Sommer 1971 wurden in Berlin die Eishockeymannschaften von BFC Preussen und Hertha BSC aufgelöst, sodass die bisherigen Führungsspieler dieser Mannschaften den Kader des BSC verstärkten. 1973 bezog der Club die neu errichtete Eissporthalle an der Jafféstraße. Sowohl in der Saison 1973/74, als auch der Saison 1975/76 wurde der Club mit dem Trainer Xaver Unsinn Deutscher Meister. Herausragende Spieler waren z. B. Lorenz Funk sr. und die Vozar-Brüder. Im Jahr 1981 wurde die Eishockeyabteilung schließlich in den Berliner Schlittschuh-Club Eishockey e. V. ausgegliedert, was aber nicht den Rückzug aus der Eishockey-Bundesliga 1982 aufgrund finanzieller Schwierigkeiten verhinderte. Aus Teilen der zurückgezogenen Mannschaft bildete sich im Anschluss der BSC Preussen. 1983 nahm der BSchC den Spielbetrieb in der Regionalliga Nord wieder auf und spielte ab 1984 bis zur Auflösung der Mannschaft 1987 in der Oberliga Nord.

### Frauenmannschaft
Im Jahr 1983 wurde das Angebot im Eishockeybereich um eine Frauenmannschaft erweitert, die sich im Jahr 1988 dem OSC Berlin anschloss. 2017 wechselte sie von dort zu den Eisbären Juniors Berlin.
Als Abteilung des Schlittschuhclubs nahmen die Frauen 1985 als Berliner Vertreterinnen an der Endrunde zur Deutschen Meisterschaft teil, die erst zum zweiten Mal ausgetragen wurde. Sie belegten dort den 5. Platz. In der Saison 1986/87 nahmen sie an der Nordliga teil, wo sie den 2. Platz belegten. Anschließend scheiterten sie in der Qualifikation zur Endrunde an den Eishockeydamen Köln. In der Saison 1987/88 belegte der Schlittschuhclub den 3. Platz in der NRW-Liga und verpasste damit die Meisterschaftsendrunde. In der folgenden Saison nahm die Mannschaft als Abteilung des OSC Berlin an der erstmals ausgetragenen Fraueneishockey-Bundesliga teil.

### Die 1990er Jahre
Nach dem 1991 erfolgten Beitritt der Ost-Berliner Eishockeymannschaft des Berliner SV AdW, die 1990/91 als Teilnehmer an der letzten Bestenermittlung in der DDR in die Regionalliga Nord aufgenommen wurde, übernahm der Schlittschuh-Club die Einstufung des BSV AdW in der Regionalliga Nord. Nachdem 1992 die Eishockeyabteilung in den wiederbelebten Berliner Schlittschuh-Club Eishockey ausgelagert wurde, spielte sie bis zur Saison 1993/94 wieder in der Oberliga Nord. 1996 stieg der Verein sogar für eine Spielzeit in die 2. Liga Nord auf. In der Folgezeit wurde der BSchC Eishockey wieder in den Hauptverein eingegliedert.
Im Jahr 2004 schloss der Berliner Schlittschuh-Club nach der Insolvenz der Berlin Capitals eine Kooperation mit der neu gegründeten Berliner Schlittschuh-Club Preussen GmbH (Siehe BSchC Preussen), die jedoch nach der Insolvenz des BSchC Preussen 2005 nach einem Jahr beendet wurde. Wie in der Saison 2005/06 spielte die erste Herrenmannschaft des BSchC bis 2007 in der fünftklassigen Verbandsliga Nord-Ost, die zweite Auswahl trat in der sechstklassigen Landesliga Berlin an.

### Der ESC 2007 Berlin

Logo des ESC 2007 Berlin

Anfang Juli 2007 wurde die Eishockeyabteilung vom Verein Berliner Schlittschuh-Club ausgeschlossen. Die wichtigste Abteilung im verbleibenden Berliner Schlittschuh-Club war zu diesem Zeitpunkt die 1897 gegründete Tennisabteilung. Um den Eissportlern die Fortführung des Spielbetriebs zu ermöglichen, wurde ein neuer Verein gegründet, der Berliner Schlittschuh-Club 2007 Eissport, ab 2008 Eissport und Schlittschuh Club 2007 Berlin (ESC 2007 Berlin). Der ESC spielte 2007/08 eine Saison in der Regionalliga Nord-Ost. Nachdem der Club in die fünftklassige Berliner Landesliga abgestiegen war, wurde zeitgleich eine Mannschaft in der Sachsenliga gemeldet, die 2010 durch eine Ligenreform zur vierthöchsten Spielklasse wurde und im Folgejahr in Regionalliga Ost umbenannt wurde. Highlight im Jahr 2010 war ein Ligaspiel des Clubs in der O2 World vor über 1000 Zuschauern. 2018 zog sich der Club aus der Regionalliga in die Landesliga zurück.

### Neustart 2020
Am 17. Juli 2020 änderte die Mitgliederversammlung den Namen des ESC Berlin in Berliner Schlittschuh Club. Der ursprüngliche Schlittschuhclub, von dem sich der ESC 2007 getrennt hatte, war 2014 aufgelöst worden. Die zweite Mannschaft des insolventen ECC Preussen Berlin aus der Landesliga Berlin wechselte komplett zum BSchC. Gegenwärtig tritt der BSchC daher mit zwei Mannschaften in der Landesliga Berlin an.

## Erfolge

### Deutscher Meister
Der Berliner Schlittschuh-Club ist Rekordmeister im deutschen Eishockey. Er erreichte 19 deutsche Meisterschaften sowie 1944 eine Meisterschaft in einer Kriegsspielgemeinschaft mit dem SC Brandenburg.
- Sieger 1912, 1913, 1914, 1920, 1921, 1923, 1924, 1925, 1926, 1928, 1929, 1930, 1931, 1932, 1933, 1936, 1937, 1974, 1976
- Sieger in KSG mit dem SC Brandenburg 1944

### Spengler Cup
Der Schlittschuhclub ist die erfolgreichste deutsche Mannschaft des renommierten internationalen Spengler Cups.
- Sieger 1924, 1926, 1928

### Internationale Österreichische Meisterschaft
Der Schlittschuhclub gewann alle drei Austragungen des Ringhofferpokals:
- Sieger 1913, 1914, 1922

### LIHG-Meisterschaft
Der Berliner Schlittschuh-Club vertrat Deutschland bei der zeitgenössisch als Weltmeisterschaft bezeichneten LIHG-Meisterschaft.
- Sieger 1912, 1913

### Berliner Meister
- Sieger 1910, 1913, 1914, 1921, 1923, 1928, 1930, 1932, 1933, 1934, 1935, 1937, 1938, 1940, 1947 (als SG Eichkamp), 1949, 1950, 1954, 1955, 1957

## Bekannte ehemalige Spieler

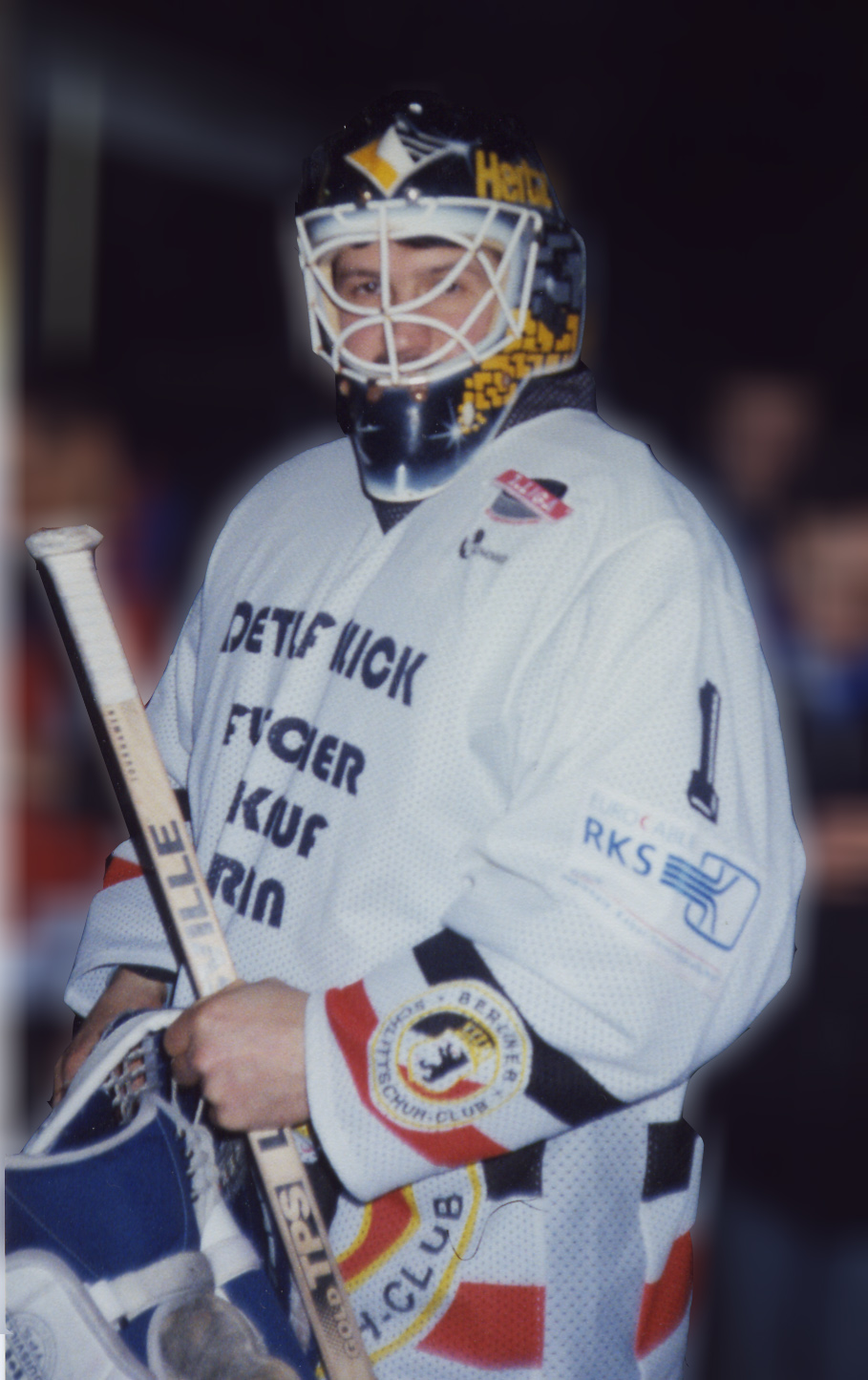
Der ehemalige DDR-Nationaltorhüter René Bielke beim BSchC, 1997

- vor 1945
  - Rudi Ball
  - Arthur Boak
  - Gustav Jaenecke
  - Alfred Steinke
  - Max Holsboer
  - Gustaf „Lulle“ Johansson
  - Erich Römer
  - Nils Molander
  - Charles Hartley
  - Bruno Grauel
  - Birger Holmqvist

- 1970–1980
  - Manfred Müller
  - Franz Funk
  - Lorenz Funk senior
  - Ernst Köpf
  - Martin Hinterstocker senior
  - Stefan Metz
  - Erich Weishaupt

- 1980–1990
  - Michael Müller
  - Gregor Batora
  - Thomas Böhm
  - Klaus Poguntke

- seit den 1990er-Jahren
  - René Bielke
  - Dietmar Peters
  - Andreas Gensel
  - Harald Kuhnke
  - Jörg Döhler
- seit 2000
  - Marco Rentzsch

## Bekannte ehemalige Trainer
- Xaver Unsinn (Deutscher Meister 1974, 1976)
- Olle Öst

## Tennisabteilung
Bereits 1897 wurde beim Berliner Schlittschuh-Club eine Tennisabteilung gegründet. Diese wurde neben dem Eishockey die bedeutendste des BSchC. 1911 trat der Tennis-Club Kaiserallee „Grün-Weiß“ e. V. dem Schlittschuh-Club bei. Dieser war als Schöneberger Tennisvereinigung e. V. gegründet worden und war 1907 Gründungsmitglied des Berliner Lawn-Tennis-Verbands (BLTV), Vorgängers des heutigen Tennis-Verbands Berlin-Brandenburg. 1909 hatte er sich umbenannt, als er nach Wilmersdorf umzog. Die Tennisabteilung des Schlittschuh-Clubs übernahm bei der Vereinigung die Mitgliedschaft im BLTV sowie die Vereinsfarben Grün-Weiß, bevor ab 1925 wieder Schwarz-Weiß-Rot getragen wurde. 1919 schloss sich der Lawn-Tennis-Clubs Schwarz-Weiß-Grün, 1920 der Westend-Tennis-Klub dem Berliner SC an.
Erster Standort der Tennisabteilung war der Botanische Garten, der heutige Kleistpark. Später spielte man am Bahnhof Zoo, in der Leibnizstraße, ab 1919 in der Thüringer Allee. Letzter langjähriger Standort des Vereins war ab 1974 eine Anlage in der Glockenturmstraße in Berlin-Westend. Diese verpachtet das Bezirksamt Charlottenburg-Wilmersdorf seit 2012 dem Verein Pro Sport Berlin 24, dessen Tennisabteilung zu diesem Zeitpunkt über mehr Mitglieder verfügte.
Nach der Ausgliederung der Eissportabteilungen in den ESC 2007 Berlin war der BSchC in erster Linie ein Tennisclub. Ende 2014 wurde der Verein nach Eröffnung eines Insolvenzverfahrens aufgelöst Anm. und nach Abschluss der Liquidation 2017 aus dem Vereinsregister gelöscht. In der Folge benannte sich der ESC 2007 in Berliner Schlittschuh Club um.